# Mistrovství Evropy ve stolním tenise 2024
Mistrovství Evropy ve stolním tenise 2024 byl turnaj ve stolním tenisu, který se konal v Linci v Rakousku od 15. do 20. října 2024.

## Medailisté
| Událost         | Zlato                                          | Stříbro                                               | Bronz                                                                                            |
| --------------- | ---------------------------------------------- | ----------------------------------------------------- | ------------------------------------------------------------------------------------------------ |
| Dvouhra mužů    | Alexis Lebrun Francie                          | Benedikt Duda Německo                                 | Dimitrij Ovtcharov Německo                                                                       |
| Dvouhra mužů    | Alexis Lebrun Francie                          | Benedikt Duda Německo                                 | Truls Möregårdh Švédsko                                                                          |
| Dvouhra žen     | Sofia Polcanova Rakousko                       | Bernadette Szőcsová Rumunsko                          | María Xiaová Španělsko                                                                           |
| Dvouhra žen     | Sofia Polcanova Rakousko                       | Bernadette Szőcsová Rumunsko                          | Nina Mittelhamová Německo                                                                        |
| Čtyřhra mužů    | Francie Alexis Lebrun Félix Lebrun             | Švédsko Anton Källberg Truls Möregårdh                | Rakousko Maciej Kolodziejczyk Moldavsko Vladislav Ursu Švédsko Mattias Falck Kristian Karlsson   |
| Čtyřhra žen     | Česko Hana Matelová Slovensko Barbora Balážová | Rakousko Sofia Polcanova Rumunsko Bernadette Szőcsová | Srbsko Izabela Lupuleskuová Sabina Surjanová Polsko Natalia Bajorová Slovensko Tatiana Kukulkova |
| Smíšená čtyřhra | Španělsko María Xiaová Álvaro Robles           | Rakousko Sofia Polcanova Robert Gardos                | Francie Prithika Pavadeová Simon Gauzy Německo Annett Kaufmannová Patrick Franziska              |

## Tabulka medailí
| Pořadí | Národ     | Zlato | Stříbro | Bronz | Celkem |
| ------ | --------- | ----- | ------- | ----- | ------ |
| 1      | Francie   | 2     | 0       | 1     | 3      |
| 2      | Rakousko* | 1     | 1,5     | 0,5   | 3      |
| 3      | Španělsko | 1     | 0       | 1     | 2      |
| 4      | Slovensko | 0,5   | 0       | 0,5   | 1      |
| 5      | Česko     | 0,5   | 0       | 0     | 0,5    |
| 6      | Rumunsko  | 0     | 1,5     | 0     | 1,5    |
| 7      | Německo   | 0     | 1       | 3     | 4      |
| 8      | Švédsko   | 0     | 1       | 2     | 3      |
| 9      | Srbsko    | 0     | 0       | 1     | 1      |
| 10     | Moldavsko | 0     | 0       | 0,5   | 0,5    |
| 10     | Polsko    | 0     | 0       | 0,5   | 0,5    |
| Celkem | Celkem    | 5     | 5       | 10    | 20     |